# عصمت عثماني
عصمت عثماني هو لاعب كرة قدم سويسري، ولد في 21 ديسمبر 2000 في ليستل في سويسرا. لعب مع SC Austria Lustenau ‏.

## وصلات خارجية
- عصمت عثماني على موقع قاعدة بيانات كرة القدم.إي يو (الإنجليزية)
- عصمت عثماني على موقع Soccerway.com (الإنجليزية)
- عصمت عثماني على موقع عالم كرة القدم.نت (الإنجليزية)